# Alfred Kröner

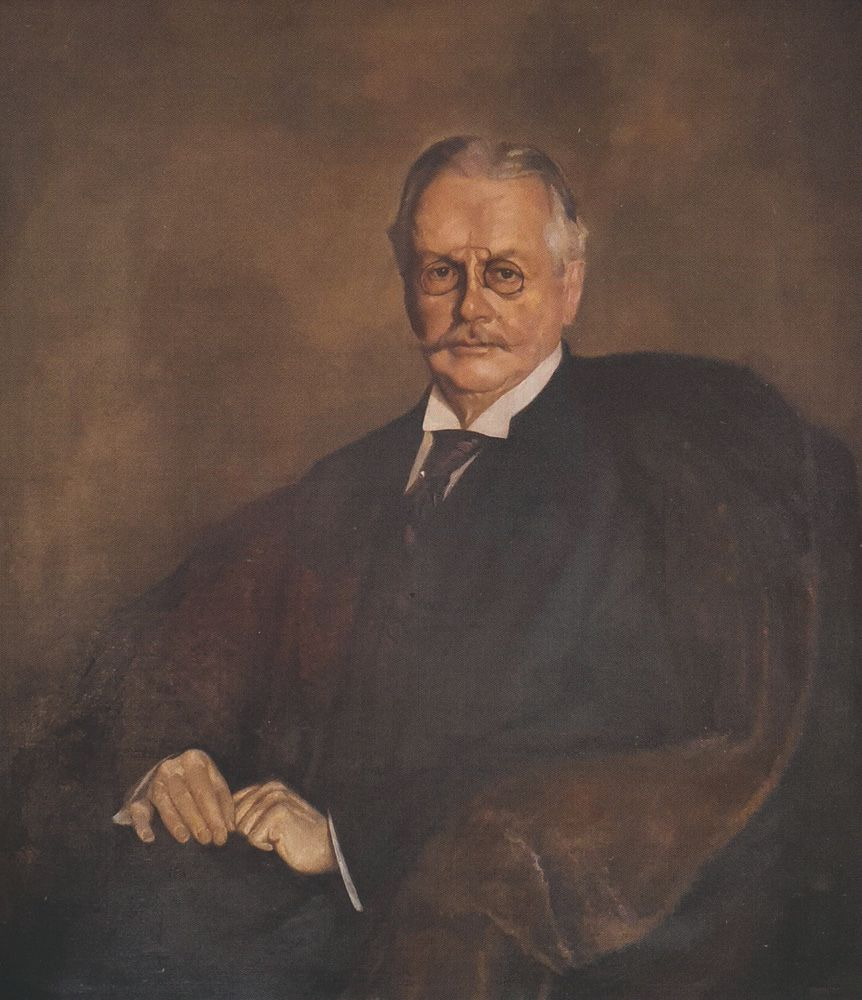
Alfred Kröner 1920

Alfred Kröner (* 28. Februar 1861 in Stuttgart; † 2. Januar 1922 in Berlin) war ein deutscher Verleger. Er leitete den Alfred Kröner Verlag in Stuttgart und Leipzig von dessen Gründung 1904 bis zu seinem Tod 1922 und verlegte unter anderem die Werke von Friedrich Nietzsche.

## Familie
Alfred Kröner war der Sohn des Verlegers Adolf von Kröner (1836–1911) und dessen Ehefrau Amalie, geborene Mäntler (1838–1905). Adolf von Kröner hatte mit der J. G. Cotta’schen Buchhandlung und einigen weiteren Verlagen ein Verlagsnetzwerk geschaffen, aus dem auch der Verlag Alfred Kröners hervorging. Dessen Bruder Robert Kröner (1869–1945) war ebenfalls Verleger und übernahm den Hauptverlag ihres Vaters nach dessen Tod 1911. Seine Schwester  war die Ehefrau von Heinrich Beck (1853–1914), der die ebenfalls von Adolf von Kröner gegründete Union Deutsche Verlagsgesellschaft ab 1904 leitete.
1891 heiratete Alfred Kröner die Landwirtstochter Julie von Heymann (1869–1941), mit der er drei Töchter hatte. Erwähnenswert ist die Tochter Erna (1892–1978), die den Verleger und Geschäftsnachfolger Kröners Wilhelm Klemm (1881–1968) heiratete.

## Biografie
Alfred Kröner wurde im Alter von neun Jahren in die Preußische Hauptkadettenanstalt in Lichterfelde bei Berlin eingeschult und verfolgte hier eine militärische Laufbahn. Als Oberleutnant quittierte er 1882 den Dienst und begann seine buchhändlerische Ausbildung. Diese führte ihn erst nach München, später nach Wien, London und New York. Von 1886 an leitete er in Leipzig die Herausgabe der von Ernst Keil (1816–1878) gegründeten Zeitschrift Die Gartenlaube, die sein Vater 1884 gekauft und deren Redaktion innehatte.
1891 zog er in seine Heimatstadt Stuttgart zurück, und 1896 wurde er Teilhaber bei der J. G. Cotta’schen Buchhandlung Nachfolger seines Vaters. Die Zusammenarbeit dauerte nur bis 1898, da beide sehr selbstständig arbeiteten und ihre Meinung gegenüber dem anderen durchsetzen wollten, wodurch es zu häufigem Streit kam.
Alfred Kröner übernahm 1897 die Herausgabe des Handbuchs der Architektur, die er aus dem Verlag von Arnold Bergsträsser (1841–1897) bekam, und im selben Jahr überschrieb ihm sein Vater die technisch-naturwissenschaftliche Abteilung der J. G. Cotta’schen Buchhandlung. 1901 kaufte Alfred Kröner zudem den Verlag Emil Strauß (1845–1903) und 1903 ergänzte er sein Programm durch Uhlands Ingenieurskalender aus dem Verlag Küthmann. 1904 gründete er dann schließlich den Alfred Kröner Verlag und in den nächsten Jahren ergänzte er das Programm systematisch durch eine Reihe weiterer Titel aus verschiedenen Verlagen.

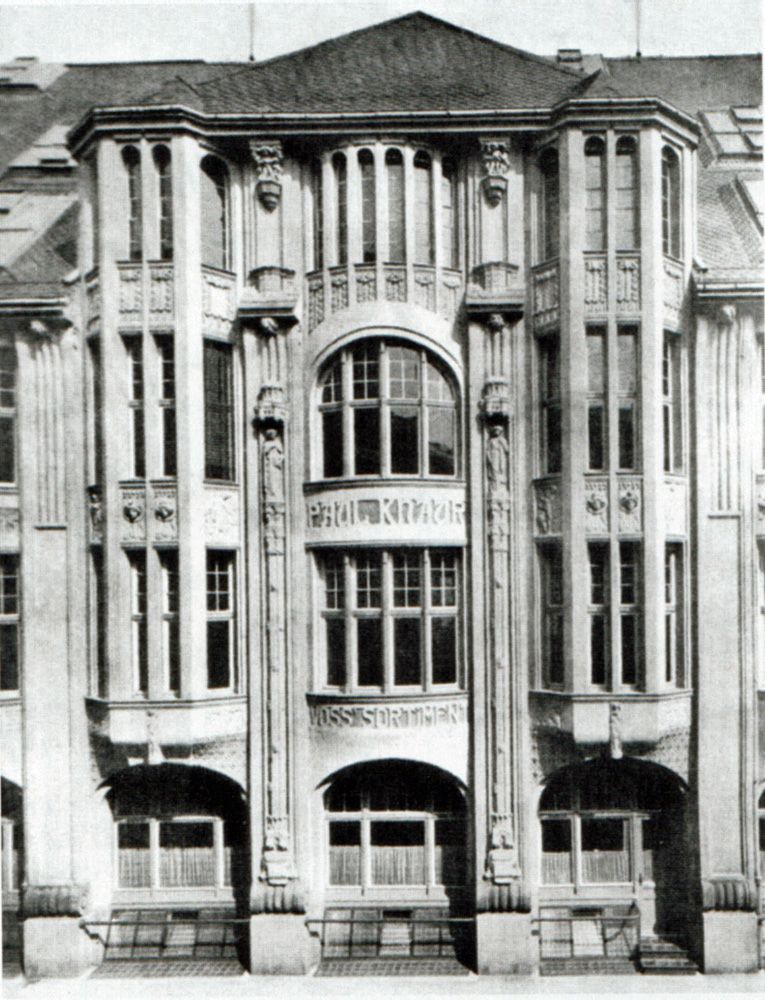
Verlagssitz in Leipzig
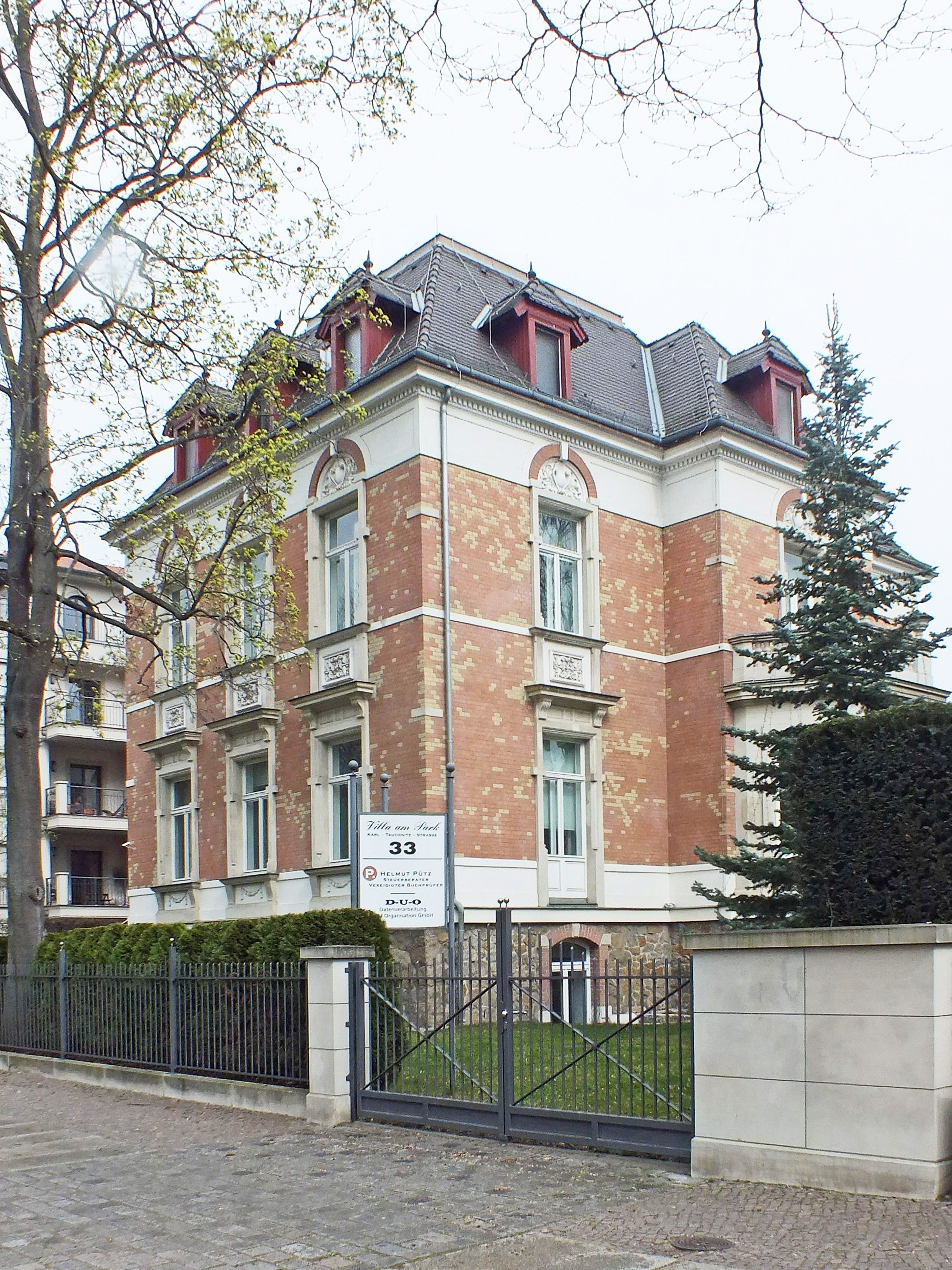
Sein Leipziger Wohnhaus
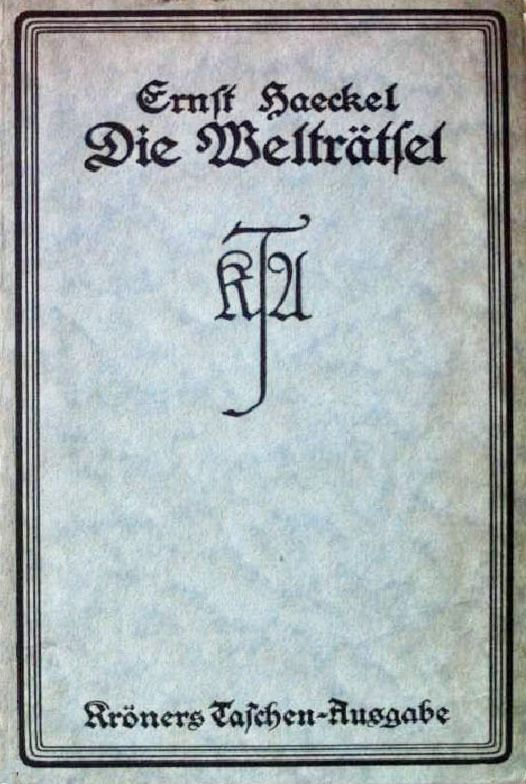
Erster Band der Taschenausgabe

1907 zog er mit seinem Verlag nach Leipzig und mietete Geschäftsräume in dem (im Zweiten Weltkrieg zerstörten) Geschäftshaus Roßstraße 7 (heute Auguste Schmidt-Straße). Als Wohnsitz kaufte er die im Musikviertel gelegene Villa Karl-Tauchnitz-Straße 33, die der Architekt Max Pommer 1892 für den Kaufmann Johannes Cichorius erbaut hatte. Nach dem Weggang Kröners aus Leipzig bewohnte diese bis 1945 sein Schwiegersohn Wilhelm Klemm.
1908 begann er mit der Herausgabe der Buchreihe Kröners Taschenausgabe, deren erster Titel Die Welträtsel von Ernst Haeckel wurde.
1909 erwarb Kröner gegen hohe Kosten die Verlagsrechte von Constantin Georg Naumann (1842–1911) für die Schriften von Friedrich Nietzsche (1844–1900). Unter Zusammenarbeit mit Nietzsches Schwester Elisabeth Förster-Nietzsche (1846–1935) und dem Nietzsche-Archiv Weimar waren bei Kröner Nietzsches Werke in vier verschiedenen mehrbändigen Editionen erhältlich. Zur Bugra 1914 ließ Kröner von Max Klinger (1857–1920) eine Nietzsche-Herme anfertigen, die seit 1992 im Weimarer Stadtschloss steht.
Ein weiterer wesentlicher Autor Kröners war der Physiologe, Philosoph und Begründer der experimentellen Psychologie Wilhelm Wundt (1832–1920), dessen Rechte er von dem Verleger Wilhelm Engelmann (1878–1955) und dem Ferdinand Enke Verlag erwarb.
Kröner achtete in seinem Verlag sehr auf die Buchgestaltung. Er beschäftigte Buchkünstler wie Walter Tiemann (1876–1951) und ließ in der renommierten Leipziger Firma Hübel & Denck binden.
1913 erweiterte der Verlag noch sein Profil mit Schriften zur Kunst- und Kulturgeschichte aus dem E. A. Seemann Verlag, so mit denen von Jacob Burckhardt (1818–1897) und Anton Springer (1825–1891). Auch größere Nachschlagewerke kamen hinzu, wie 1912 das Philosophische Wörterbuch von Heinrich Schmidt (1874–1935), das 2009 in der 23. Auflage erschien.

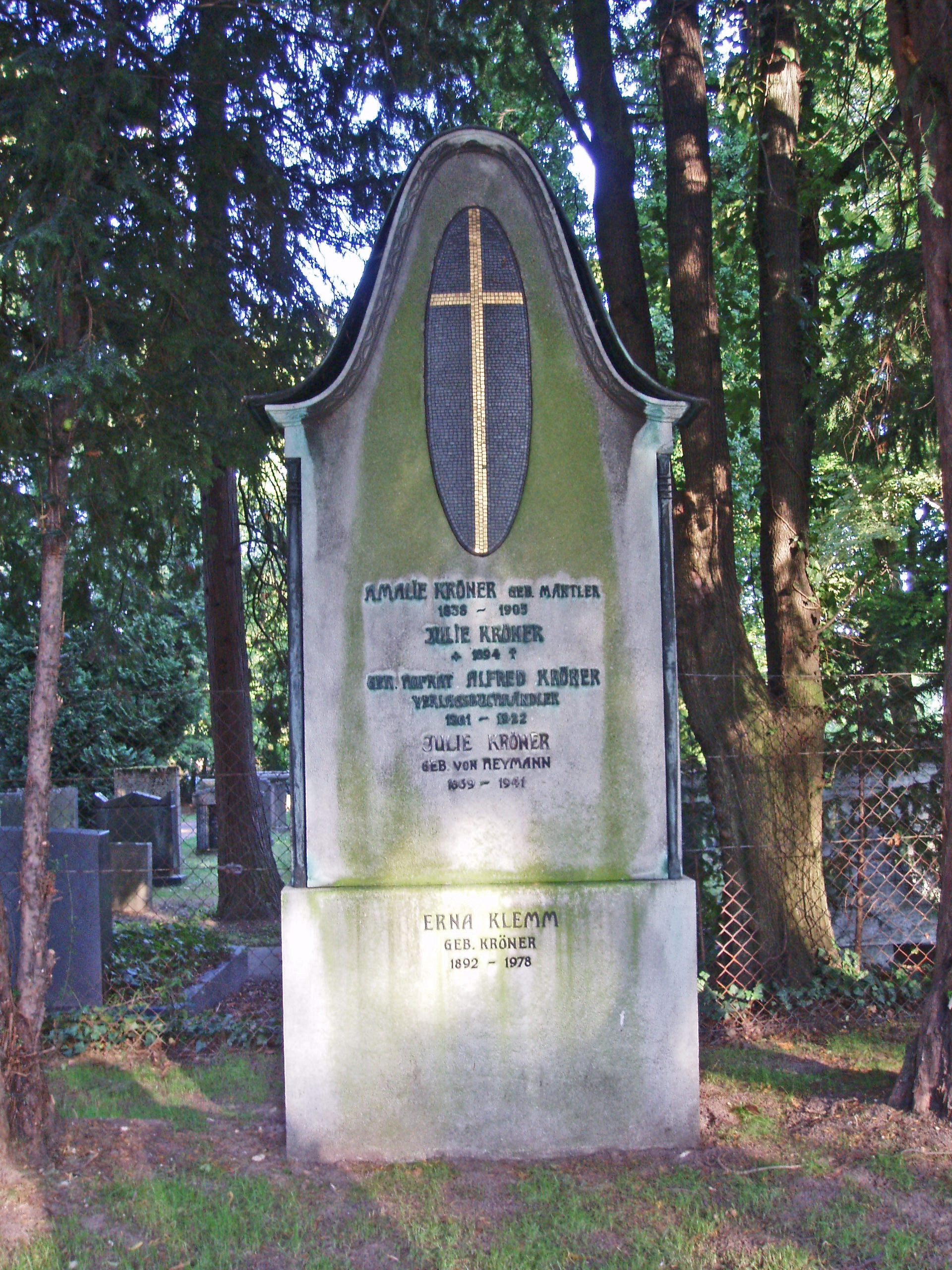
Grab der Familie Kröner auf dem Pragfriedhof Stuttgart

Im Juni 1920 übersiedelte Kröner mit seinem Verlag wieder nach Stuttgart und leitete ihn erfolgreich bis zu seinem Tod 1922.
Alfred Kröner starb an einem Herzinfarkt während einer Verhandlung mit einem Berliner Autor und wurde im Familiengrab auf dem Stuttgarter Pragfriedhof beigesetzt.
Die Geschäftsleitung des Verlages übernahm sein Schwiegersohn Wilhelm Klemm, der diese wieder nach Leipzig überführte. 1937 wurde Klemm aus der Reichsschrifttumskammer ausgeschlossen. Der weiterhin im Besitz der Witwe und ihrer Töchter befindliche Verlag kehrte 1938 endgültig nach Stuttgart zurück.

## Ehrungen
- Sächsischer Geheimer Hofrat
- Württemberger Kommerzienrat